# 테크 아트
테크 아트 주식회사(일본어: テックアーツ, 영어: Tech Arts Inc.)는 일본의 소프트웨어 관련 기업이다. 주로 Windows용 게임 소프트 제작 아케이드 게임 제작및 가정용 게임 소프트 제작을 한다.

## 개발한 게임
- 《3D 커스텀 소녀》
- 《3D 커스텀 소녀 레볼루션》